# Julius Böhmer
Pour les articles homonymes, voir Böhmer.
Julius Böhmer (né le 19 janvier 2002 à Wurtzbourg) est un joueur allemand de basket-ball.

## Carrière

### Club
Adolescent, Böhmer joue d'abord au hockey sur gazon au HTC Wurtzbourg avant de découvrir le basket-ball en 2011. Il suit sa formation de base en basket-ball avec l'équipe U10-12 du SC Heuchelhof à Wurtzbourg. À partir de la saison 2015-2016, il joue aussi dans la JBBL (de), le championnat allemand des moins de 16 ans, à la Würzburg Baskets Academy, pour laquelle il marque en moyenne 18,5 points lors de sa dernière saison. À partir de la saison 2017-2018, l'ailier renforce aussi l'équipe de Wurtzbourg de NBBL (de), le championnat allemand des moins de 19 ans.
En janvier 2019, il participe à l'Adidas Next Generation Tournament (en) organisé par l'EuroLigue avec les Francfort Skyliners en tant que joueur invité. Böhmer fait ses débuts en 2. Bundesliga ProB, la troisième division allemande, le 22 septembre 2018 avec le s.Oliver Wurtzbourg. Il fait le saut en Bundesliga lors de la saison 2020-2021 avec le s.Oliver Wurtzbourg. Il fait sa première apparition dans l'équipe le 13 novembre 2020.

### Équipe d'Allemagne
Après avoir fait partie de l'équipe de Bavière, Böhmer est appelé dans l'équipe d'Allemagne des moins de 15 ans à l'été 2017, avec laquelle il remporte la North Sea Development Cup au Danemark. Avec l'équipe nationale des moins de 16 ans, il obtient la neuvième place au Championnat d'Europe des 16 ans et moins à Novi Sad (Serbie) à l'été 2018. En 2022, il participe au Championnat d'Europe avec l’équipe nationale des moins de 20 ans, où l'Allemagne termine à la onzième place. En juillet 2023, il fait partie de l'équipe d'Allemagne des moins de 23 ans au GLOBL Jam Tournament, à Toronto.